# Borso d'Este
Pour les autres membres de la famille, voir Maison d'Este.
Borso d'Este (1413 -  20 août 1471) est un membre de la maison d'Este. Succédant à son frère Lionel d'Este le 1er octobre 1450, il est fait duc de Modène et de Reggio par l'empereur Frédéric III en 1452. Le 12 avril 1471, il est également investi duc de Ferrare par le pape Paul II dans la basilique Saint-Pierre.

## Enfance et jeunesse
Il naît à Ferrare le 24 août 1413, bâtard du marquis de Ferrare Nicolas III d'Este et de sa maîtresse Stella de' Tolomei dell'Assassino, également mère de Lionello (Lionel) et d'Ugo. Il reçoit une éducation soignée, même s'il semble qu'on ne lui ait pas enseigné le latin.
Il est mis très jeune au service de Venise, y assiste au supplice de son mentor, le condottiere Carmagnola (1432) et échappe de peu à la capture à la bataille de Castel Bolognese (1434). Il rentre à Ferrare en 1435 et il y entretient quelques années une petite troupe. En 1439, on le retrouve engagé auprès des Vénitiens contre les Milanais, sauf à déserter, sur ordre de son père, pour rejoindre le camp ennemi en franchissant l'Enza. L'année suivante, il évite à nouveau la capture quand les troupes milanaises sont laminées à la bataille de Soncino. En 1441, à la paix de Crémone, les Visconti le récompensent en lui confiant l'administration de la cité de Crema.
À la mort de Nicolas III (décembre 1441) c'est le frère de Borso, Lionel, lui aussi bâtard, qui lui succède. Il a été légitimé par leur père en 1429 et confirmé comme son successeur par testament en 1441. Borso, qui ne dispose pas à Ferrare d'un nombre suffisant de partisans pour s'imposer, apporte son soutien à Lionel, en échange du Polesine, de Rovigo, d'Adria, du palais de Portamaggiore, des terres de Rubiera, San Martino in Rio et d'autres rattachées à Reggio.
Lionel l'envoie ensuite auprès du duc de Milan, qui l'adopte et lui promet Novare. Lassé des revirement du Milanais, Borso rentre à Ferrare en 1443. Ayant même perdu Crema, il doit se contenter des maigres rentes de Castelnuovo di Tortona.

## Aux affaires à Ferrare
Condottiere manqué, seigneur failli, il décide de se consacrer aux affaires de Ferrare et devient en peu de temps le principal conseiller de son frère Lionel. Ce dernier lui confie une ambassade à Naples, d'abord matrimoniale, puis de diplomatie secrète. Rentré à Milan en 1445, il est étroitement associé à la gestion des affaires, se constitue une clientèle et succède naturellement - sinon sans résistance - à Lionel, quand celui-ci décède brutalement le 1er octobre 1450.
Sa nomination lèse le fils de Lionel (Niccolò di Lionello), encore enfant, ainsi qu'Hercule et Sigismond, fils légitimes de Nicolas III et demi-frères de Lionel et Borso, qui les ont sagement éloignés quelques années plus tôt en les envoyant servir à la cour du roi de Naples. Elle n'en est pas moins entérinée par le Saint-Siège, qui valide même la transmission de la charge aux fils de Borso ou, en leur absence, à ses frères légitimes ou légitimés. Sa nomination une fois confirmée, Borso entreprend d'étendre le prestige et les ressources de ses États et de sa famille, recourant pour cela à une diplomatie très active.
En 1452, l'empereur Frédéric III lui confère le titre de duc pour Modène et Reggio, moyennant une redevance annuelle de 4 000 florins d'or et un collier d'une valeur de 40 000 ducats. Il lui donne également le titre de comte de Rovigo et de Comacchio et lui reconnait la seigneurie sur la partie de la Garfagnana conquise par Nicolas III en 1430.
La maison D'Este n'en reste pas moins alors une seigneurie secondaire et isolée sur la péninsule. Borso décide de rejoindre le traité d'assistance réciproque scellé en 1454, au lendemain de la paix de Lodi, entre Milan, Florence et Venise. En 1454, il marie sa demi-sœur Béatrice à un Sforza (Tristano). Mais il reste traité comme une quantité négligeable par ses puissants voisins et par ses alliés. À partir de 1456, il se rapproche de Venise, puis met tous ses espoirs dans l'accession au trône pontifical de Pie II, qu'il accueille à Ferrare en mai 1459 et auquel il demande, en vain, le titre de duc de Ferrare. Entre-temps, guidé par son hostilité envers Milan et les Napolitains, il prend parti de manière ambiguë dans la succession du royaume de Naples, dans les conspirations déclenchées par la succession de Côme le Vieux (1464), à Florence, et celle de Francesco Sforza (1466), à Milan. La paix qui clôt ces désordres (25 avril 1468) confirme une fois de plus Ferrare dans son statut de puissance secondaire, « à l'égal de Sienne », se désole alors Borso.
Il cherche alors à se rapprocher de la Papauté, qu'il a amusé de promesses non tenues depuis la visite du pontife à Ferrare. La succession des Malatesta à Rimini - ville que le pape Paul II cherche à se réapproprier - lui en offre l'occasion et lui permet de jouer les intercesseurs pour rallier Venise, en dépit de fortes réticences, à la cause pontificale.
Vis-à-vis de Milan, dont il guette les faux pas dans l'espoir de gains territoriaux, il se trouve opposé au jeune duc Galeazzo Maria, qui trame contre lui et l'empêche, en 1469, de prendre le pouvoir sur Imola. En 1469, Borso parvient à déjouer, avec l'aide de son demi-frère Hercule, qui a feint de se joindre au conjurés, un complot contre sa vie (la conjuration des Pio di Carpi), orchestrée par la cour des Sforza et celle des Médicis.
Paul II, désirant faire pièce aux ambitions territoriales vénitiennes en Italie et renforcer les États de l'Église, accepte finalement, le jour de Pâques 1471, de conférer à Borso, et à ses successeurs, le titre de duc de Ferrare. La maison D'Este s'assure enfin, ce faisant, le rang que Borso convoitait depuis des années, mais elle doit, pour ce faire, confirmer formellement une allégeance au Saint-Siège qui sera fatale à ses lointains descendants.

## Faste et mécénat
Borso aime le faste et les dépenses de prestige. Lorsqu'il se rend à Rome en 1471 pour y recevoir son investiture ducale des mains de Paul II, il est escorté par 500 courtisans et des centaines de domestiques. Il aime les vêtements luxueux et les bijoux, et dépense des sommes importantes en divertissements et spectacles. Il achète à prix d'or ses chevaux et ses chiens de chasse. Contrairement à son prédécesseur Lionel, il préfère la chasse à l'art mais est suffisamment fin politique pour cultiver son image avec soin.
En 1453, l'humaniste Malatesta Ariosto met en scène son entrée à Reggio célébrant le nouveau titre de duc qu'il a acquis. Borso est escorté d'acteurs figurant des saints, des anges et des vertus placés sur des chars triomphants avec des figures de l'Antiquité. Il reçoit les clés de ville des mains de saint Prospero. Afin d'être mieux compris du peuple, tous s'adressent à lui en langue vulgaire ce qui constitue une véritable nouveauté.
Sous Borso, mécène et véritable bibliophile passionné par la reliure et la miniature, la bibliothèque estense initiée par Nicolas et Lionel s'organise, se développe et s'ouvre aux professeurs, aux amis et aux courtisans.
Longtemps considéré comme superficiel et vaniteux, Borso est en fait un prince mécène, dont le goût pour le faste encourage les arts mineurs : les ateliers de tapisserie et de tissage se développent, grâce au protectionnisme imposé par Borso et à l'arrivée de dessinateurs français ; de même pour la production de médailles, les arts de la scène, la marqueterie.
Sous Borso, Ferrare joue un rôle pivot entre l'Europe du nord et celle du sud, recevant des artistes du calibre de Piero della Francesca ou de Roger van der Weyden  et favorisant ainsi la naissance, entre Flandres et Toscane, d'une véritable école de Ferrare.
Dans le domaine de la sculpture et de l'architecture, la période de Borso ne le cède en rien à celles de ses prédécesseurs. Il commissionne des villas et des palais, restaure ceux existants, et fait terminer et décorer les bâtiments en cours, comme le campanile de la cathédrale ou la surélévation et le cycle de fresques du palais de Schifanoia, sa résidence préférée qu'il fait entièrement rebâtir. Il commande de nouveaux tableaux des muses pour son studiolo de Belfiore. Il entreprend un programme de rénovation urbaine, agrandissant la ville au sud-ouest avec de nouvelles murailles qui intègrent un nouveau quartier, l'Addizione de Borso.
Il commande à Angelo di Pietro del Macagnino, son peintre de cour, des tableaux des muses Clio et Melpomène pour orner son studiolo de Belfiore, tableaux qui ont aujourd'hui disparu. Le peintre d'origine hongroise Michele Pannonio peint le portrait de la muse Thalie pour le même décor, témoignage du caractère international de la cour de Ferrare à cette époque. La fresque de la salle des Mois du Palazzo Schifanoia développe une image idéale du gouvernement de Borso, dans un style encore marqué par le langage pictural de Ferrare dû à la présence de Pisanello à sa cour dans les années 1430-1440, aux liens avec Leone Battista Alberti, au séjour de Piero della Francesca, à la visite de Rogier Van der Weyden et aux relations avec la cour de Bourgogne .

## Bilan
La politique extérieure de Borso reste marquée par sa proximité quasi constante avec Venise, une exception dans l'histoire de Ferrare, son parti pris pro-Français contre les Aragonais de Naples, sa rivalité avec le Milan des Visconti et son opposition à leurs alliés florentins de la maison des Médicis.
En 1456, Borso fait mettre à jour et promulguer les statuts municipaux de Ferrare (Statuta Civitatis Ferrariae). Rédigés par des experts, ils confirment la prépondérance de l'autorité ducale et de son administration sur ce qui reste des institutions municipales. Certaines d'entre elles, comme le Consiglio di giustizia, sont modernisées, d'autres créées, comme le Consiglio segreto.
Réputé de son temps pour ses qualités de gestionnaire, il n'en est pas pour autant prodigue. Alphonse d'Aragon lui demande des conseils en ce sens en 1444 quand il devient roi de Naples. Pie II n'hésite pas à le qualifier d'avare. Les registres de ses comptes entre 1541 et 1464 sont tenus de sa propre main. Il y note dans le moindre détail ses revenus et ses dépenses.
Enfin, comme tous les membres de la maison d'Este, Borso est actif dans la domestication du delta du Pô et à l'origine de nombreux ouvrages d’assainissement.

## Mort et succession
Le 18 mai 1471, de retour de Rome où il vient de fêter fastueusement, pendant un mois entier, son titre ducal, Borso s'alite pour ne pas se relever.
Dès 1461, resté célibataire, il a organisé sa succession en proposant à l'Empereur son demi-frère Hercule pour le duché de Modène et Reggio. Sa maladie est émaillée de rixes entre les partisans d'Hercule, appuyé par Venise et retranché dans le château, et ceux de Nicolas (le fils de Lionel), soutenu par Mantoue et maître des rues de la ville. Quand Borso expire, le 19 août 1471, le rapport de force bascule en faveur d'Hercule, qui est proclamé seigneur de Ferrare (Hercule Ier) et reçoit la couronne ducale. Nicolas a, quant à lui, accepté  Rovigo, les vallées de Fratta, Casaglia, Corbola et Papozzo, Sassuolo, Castelnuovo di Tortona, sans compter, à Ferrare, le palais Schifanoia. Ses funérailles sont grandioses.